# Question!
"Question!" je drugi singl s četvrtog studijskog albuma Mezmerize američkog sastava System of a Down, objavljen u kolovozu 2005. Tekst pjesme napisali su Serj Tankian i Daron Malakian, a producirali su ga Malakian i Rick Rubin.
Pjesma govori o životu nakon smrti, zbog čega je uspoređuju s njihovom drugom pjesmom Aerials s albuma Toxicity. Pjeva ju Tankian, dok je Malakian prateći vokal.

## Videospot
Videospot je objavljen 5. kolovoza na službenoj stranici sastava, te na MTV-u. Producirao ga je basist Shavo Odadjian. Na početku spota, dječak pogađa praćkom crvenu pticu, čime započinje pjesma. Spot je baziran na dvoje ljubavnika, koji su prikazani kao djeca, te kao odrasli. Spot završava umiranjem žene, te prikazom novorođenčeta. Crvena boja je dominantna, povezujući pticu, djevojčicu, ženu te novorođenče u ciklusu ponovnog rođenja. 

## Produkcija

### System of a Down
- Serj Tankian - vokal
- Daron Malakian - prateći vokal, gitara
- Shavo Odadjian - bas-gitara
- John Dolmayan - bubnjevi